# 3月17日
3月17日（さんがつじゅうしちにち）は、グレゴリオ暦で年始から76日目（閏年では77日目）にあたり、年末まであと289日ある。

## できごと

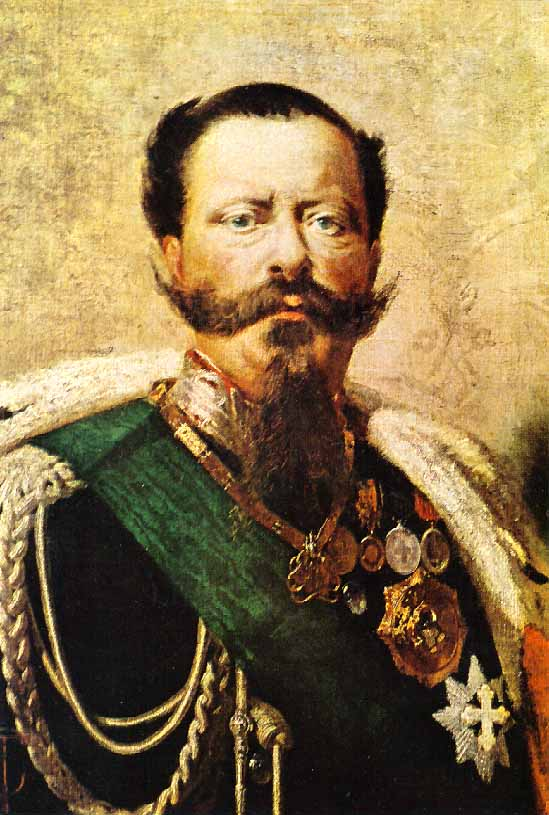
イタリア王国成立(1861)。画像は初代国王ヴィットーリオ・エマヌエーレ2世。

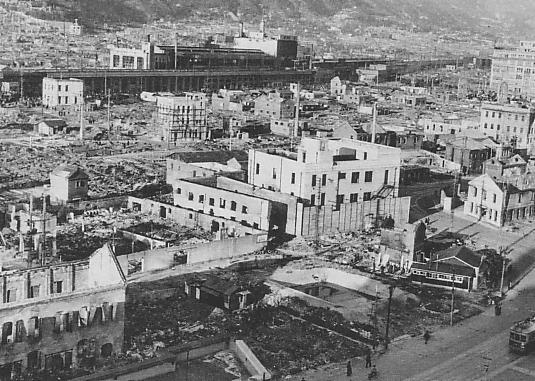
神戸大空襲(1945)。

- 紀元前45年 - ローマ内戦: ムンダの戦い。
- 1040年 - クヌート大王の息子ハーデクヌーズがイングランド人の王に就任した。
- 1336年 - イングランド王エドワード3世が長男エドワード黒太子のためにコーンウォール公を創設。イングランド初の公爵位。
- 1766年 - イギリス議会がアメリカ植民地の印紙法を廃止。
- 1801年 - ヘンリー・アディントンがイギリスの第17代首相に就任。
- 1805年 - フランスの帝政移行に伴い、イタリア共和国で大統領ナポレオン・ボナパルトがイタリア王として即位し、イタリア王国に移行。
- 1830年 - フレデリック・ショパンがワルシャワの演奏会で『ピアノ協奏曲第2番』を演奏[1]。
- 1859年（安政6年2月13日） - 壱岐の漁師53人が「春一番」で遭難する[2]。
- 1860年（万延元年2月26日） - 福澤諭吉、勝海舟らが乗船する咸臨丸が、サンフランシスコに入港[3][4]。
- 1861年 - サルデーニャ王ヴィットーリオ・エマヌエーレ2世がイタリア王国成立を宣言。
- 1865年（元治2年2月12日） - 長崎の潜伏キリシタンが大浦天主堂を訪れ、信仰告白する（信徒発見）[5]。
- 1869年（明治2年2月5日） - 大阪に造幣局が設置される。
- 1876年 - 太政官指令により、「婦女は結婚してもなお所生の氏（婚姻前の氏）を用いること」、すなわち夫婦別姓が原則とされた[6]。（日本の制度が夫婦同姓に転換するのは1898年の民法制定による。）
- 1880年 - 愛国社第四大会で、愛国社を改称して国会期成同盟が成立。
- 1893年 - 川越大火が発生。
- 1901年 - パリでヴィンセント・ヴァン・ゴッホの絵画の展覧会。死後11年目にあたるが、大きな反響を呼ぶ。
- 1931年 - ネバダ州で賭博が合法化。
- 1937年 - 南海高野線で電車が暴走し、紀伊神谷駅で脱線転覆乗客2人が死亡、12人が重軽傷。事故の拡大を防ぐために駅員が故意に脱線させたもの[7]。
- 1939年 - 日中戦争: 南昌作戦が開始される。
- 1945年 - 第二次世界大戦・日本本土空襲: 神戸大空襲。
- 1945年 - 第二次世界大戦: 硫黄島の戦いで、米軍が硫黄島最北端まで到達し、全島を占領。
- 1945年 - 第二次世界大戦: アメリカ軍が占領し補強工事中だったライン川のルーデンドルフ橋が自然崩落。工兵28人が死亡。
- 1948年 - ベネルクス3国とイギリス・フランスの間にNATOの前身となるブリュッセル条約が調印される。
- 1950年 - インドのジャワハルラール・ネルー首相が、米ソどちらの陣営に属さない非同盟外交を声明。
- 1950年 - カリフォルニア大学バークレー校のグレン・シーボーグらが、98番元素（カリホルニウム）の合成に成功したと発表。
- 1953年 - 麻薬取締法（現 麻薬及び向精神薬取締法）公布。
- 1956年 - 厚生省主催によるビルマ方面（ビルマの戦い）戦没者追悼式が行われた[8]。
- 1958年 - アメリカで2番目、かつ史上初の太陽電池を搭載した人工衛星「ヴァンガード1号」(Vanguard TV-4)が打ち上げられる。世界で4番目の人工衛星として軌道に到達した[9]。
- 1959年 - チベット蜂起: ダライラマ14世テンジン・ギャツォがチベットからインドへ逃れる。
- 1959年 - 『週刊少年サンデー』『週刊少年マガジン』が創刊。
- 1960年 - インディアナ州上空でノースウエスト航空710便空中分解事故（英語版）発生。
- 1969年 - ゴルダ・メイアがイスラエル首相に就任[10]。イスラエルで初、世界で3人目の女性首相。
- 1970年 - 発達した低気圧の影響で北海道の海が大荒れ。択捉島の単冠湾では緊急入域した日本の漁船が遭難して死者18人以上[11]。
- 1977年 - 同じ日に仙台空港に向かう飛行機を対象としたハイジャック事件が2件発生する（全日空724便ハイジャック事件・全日空817便ハイジャック事件）。
- 1984年 - 鹿児島交通枕崎線がこの日限りで廃止。
- 1985年 - 筑波研究学園都市で国際科学技術博覧会（つくば科学技術博）が開幕。9月16日まで。
- 1987年 - アサヒビールが世界初の辛口ビール「アサヒスーパードライ」を地域限定で発売開始。
- 1988年 - 東京都文京区の東京ドームが落成。日本初の全天候型多目的スタジアム[12]。
- 1991年 - フィンランド総選挙。エスコ・アホ率いる中央党が議席を増やし第一党に。
- 1992年 - ブエノスアイレスのイスラエル大使館で自爆テロ。29人死亡。
- 1999年 - 安室奈美恵実母殺害事件。
- 2003年 - アメリカ大統領ジョージ・W・ブッシュによるイラク大統領サッダーム・フセインへの最後通牒演説。
- 2004年 - コソボ暴動。
- 2008年 - ニューヨーク州知事エリオット・スピッツァーが売買春スキャンダルのため辞職し、デービッド・パターソン副知事が同州知事に昇格。ニューヨーク州史上、初の黒人の知事で、同氏は米史上初の盲目州知事[13]。
- 2011年 - リビア情勢に関して国際連合安全保障理事会決議1973が採択される。
- 2016年 - 八本松トンネル火災事故。
- 2017年 - 福島第1原子力発電所事故後に福島県から避難した住民らが国と東京電力に損害賠償を求めた訴訟で、前橋地裁が、国と東京電力の賠償責任を認める。原発事故で国の賠償責任を認めた初めての判決[14]。

## 誕生日

### 人物

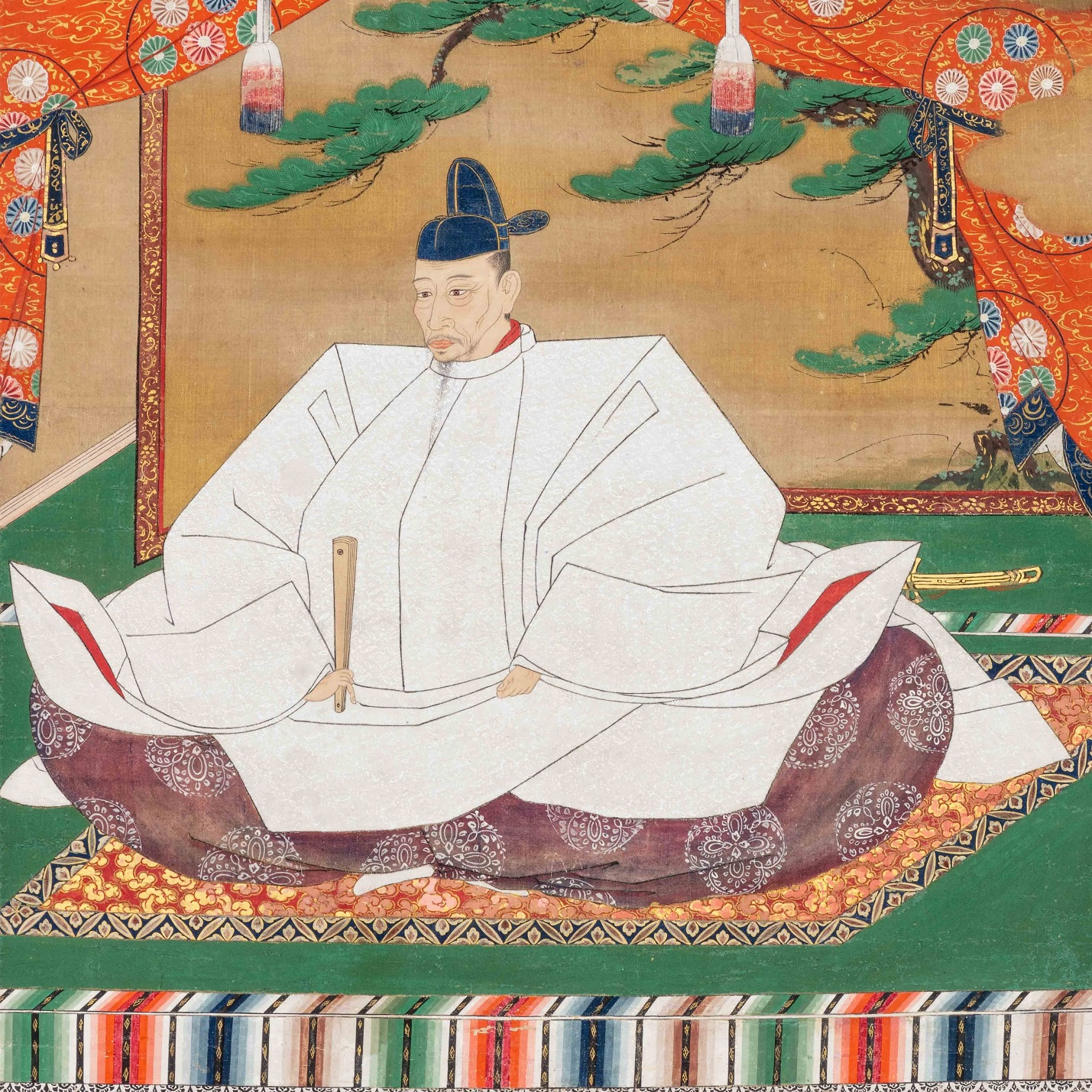
豊臣秀吉(1537-1598)誕生。

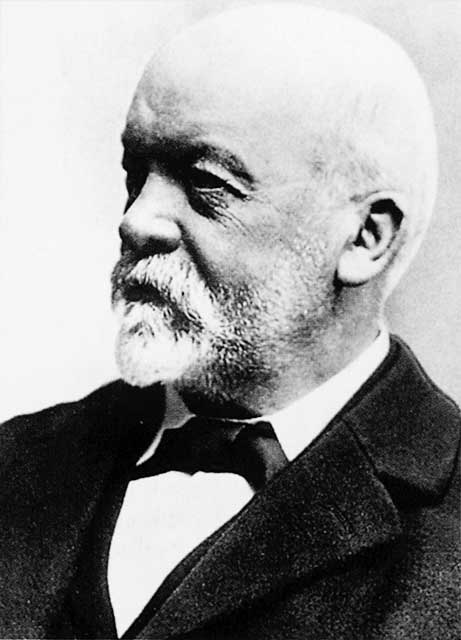
ダイムラー社を設立した技術者ゴットリーブ・ダイムラー(1834-1900)誕生。

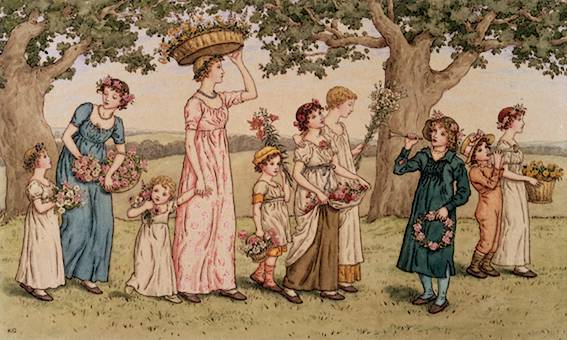
イラストレーター、ケイト・グリーナウェイ(1846-1901)誕生。画像は『メーデー』

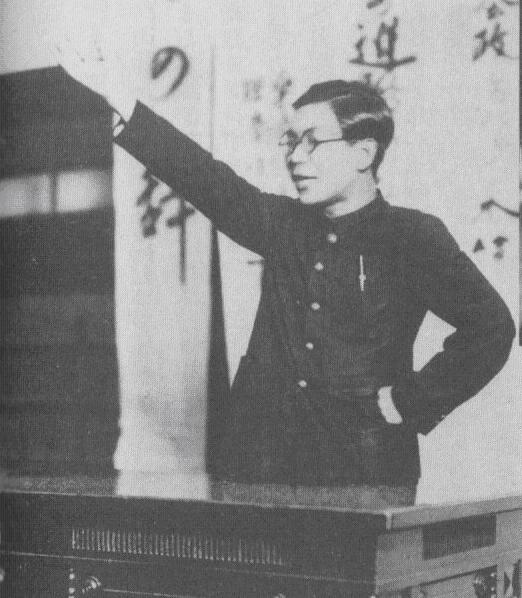
第66代内閣総理大臣、三木武夫(1907-1988)。画像は大学時代。

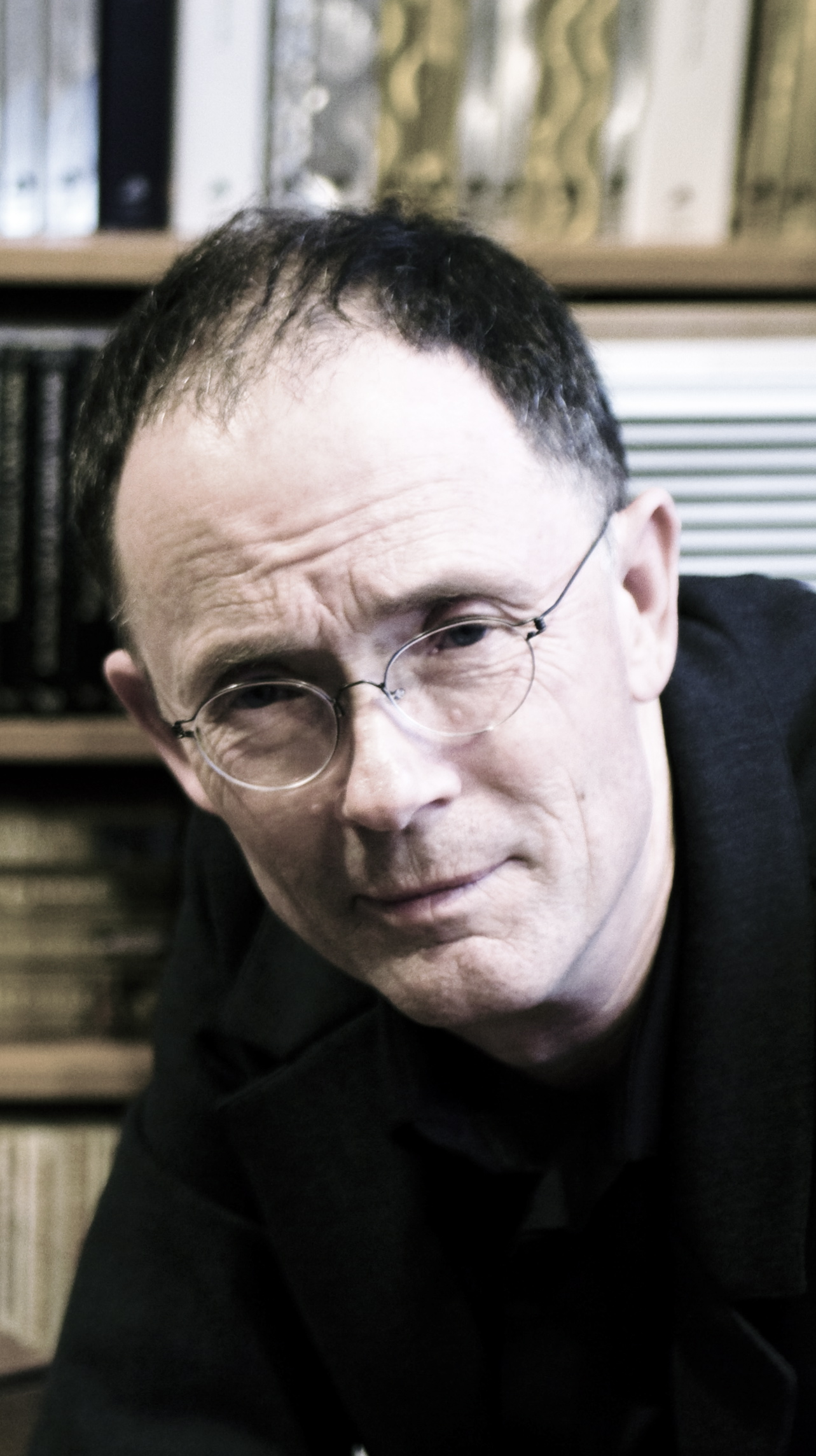
SF作家、ウィリアム・ギブスン(1948-)誕生。代表作『Neuromancer』(1984)はサイバーパンクの代名詞的作品。

- 1231年（寛喜3年2月12日） - 四条天皇、第87代天皇（+ 1242年）
- 1473年 - ジェームズ4世、スコットランド王（+ 1513年）
- 1537年 - 豊臣秀吉、戦国武将（+ 1598年）
- 1665年 - エリザベト・ジャケ＝ド＝ラ＝ゲール、作曲家、クラブサン奏者（+ 1729年）
- 1685年 - ジャン＝マルク・ナティエ、画家 （+ 1766年）
- 1739年（元文4年2月8日） - 鷹司輔平、江戸時代中期の公卿（+ 1813年）
- 1741年 - ウィリアム・ウィザリング、科学者（+ 1799年）
- 1745年（延享2年2月15日） - 徳川重好、御三卿清水家初代当主（+ 1795年）
- 1754年 - ロラン夫人、フランス革命期のジロンド派の中心人物（+ 1793年）
- 1773年（安永2年2月25日） - 伴信友、国学者（+ 1846年）
- 1787年 - エドマンド・キーン、俳優（+ 1833年）
- 1834年 - ゴットリーブ・ダイムラー、機械技術者（+ 1900年）
- 1835年（天保6年2月19日） - 有栖川宮熾仁親王、皇族、軍人（+ 1895年）
- 1839年 - ヨーゼフ・ラインベルガー、作曲家、オルガニスト（+ 1901年）
- 1846年 - ケイト・グリーナウェイ、挿絵画家、絵本作家（+ 1901年）
- 1855年（安政2年1月29日） - 菊池大麓、数学者、貴族院議員、文部大臣（+ 1917年）
- 1856年 - ナポレオン・ウジェーヌ・ルイ・ボナパルト（ナポレオン4世）、フランスの皇太子（+ 1879年）
- 1856年 - ミハイル・ヴルーベリ、画家（+ 1910年）
- 1862年 - シルビオ・ゲゼル、実業家、経済学者（+ 1930年）
- 1866年（慶応2年2月1日） - 野口幽香、幼児教育者、社会事業家（+ 1950年）
- 1871年（明治4年1月27日） - 御木徳一、ひとのみち教団（現・PL教団）開祖（+ 1938年）
- 1877年 - 吉田長三郎、実業家（+ 没年不詳）
- 1881年 - ウォルター・ルドルフ・ヘス、生理学者（+ 1973年）
- 1884年 - エドゥアール・ミニャン、オルガニスト、作曲家（+ 1969年）
- 1886年 - 金森徳次郎、政治家、憲法学者（+ 1959年）
- 1887年 - 秋田喜三郎、国語教育学者（+ 1946年）
- 1887年 - リリアン・H・スミス、図書館員（+ 1983年）
- 1888年 - ポール・ラマディエ、政治家（+ 1961年）
- 1895年 - 石川欣一、ジャーナリスト、随筆家（+ 1959年）
- 1896年 - ヨゼフ・スデック、写真家（+ 1976年）
- 1897年 - 里見岸雄、思想家（+ 1974年）
- 1898年 - 横光利一、小説家（+ 1947年）
- 1898年 - 堀木鎌三、鉄道官僚、政治家、元厚生大臣（+ 1974年）
- 1900年 - アルフレッド・ニューマン、映画音楽作曲家（+ 1970年）
- 1902年 - ボビー・ジョーンズ、ゴルファー、弁護士（+ 1971年）
- 1904年 - ハイム・グロース、彫刻家（+ 1991年）
- 1904年 - 桜田武、実業家（+ 1985年）
- 1906年 - ブリギッテ・ヘルム、女優（+ 1996年）
- 1907年 - 三木武夫、政治家、第66代内閣総理大臣（+ 1988年）
- 1908年 - 服部正、作曲家（+ 2008年）
- 1910年 - 三春重雄、政治家（+ 1996年）
- 1913年 - 宮入行平、刀匠（+ 1977年）
- 1917年 - ハンス・フィリップ、ドイツ空軍のエース・パイロット（+1943年）
- 1919年 - ナット・キング・コール[15]、歌手（+ 1965年）
- 1920年 - 土居健郎、精神医学者（+ 2009年）
- 1920年 - ムジブル・ラフマン、政治家、初代バングラデシュ大統領（+ 1975年）
- 1923年 - 船越英二、俳優（+ 2007年）
- 1923年 - 永野健、実業家（+ 2008年）
- 1924年 - 三重野康、第26代日本銀行総裁（+ 2012年）
- 1925年 - 小尾信彌、天文学者（+ 2014年）
- 1929年 - ピーター・L・バーガー、社会学者（+ 2017年）
- 1932年 - 森川公也、俳優（+ 1989年）
- 1933年 - 木幡陽、生化学者
- 1933年 - 伊藤鑛二、アナウンサー（+ 2001年）
- 1935年 - 鴨下信一、演出家（+ 2021年）
- 1935年 - 横山菁児、作曲家、編曲家（+ 2017年）
- 1936年 - 久下塚青蘭、洋画家（没年不明）
- 1937年 - 伊藤牧子、声優
- 1938年 - ルドルフ・ヌレエフ、バレエダンサー（+ 1993年）
- 1938年 - 三浦宏文、ロボット工学者（+ 2020年）
- 1938年 - 柄崎英樹、元プロ野球選手
- 1939年 - ジョバンニ・トラパットーニ、元サッカー選手、指導者
- 1940年 - 郷田勇三、空手家
- 1942年 - 山本陽子、女優（+ 2024年）
- 1943年 - 松尾嘉代、女優
- 1944年 - 袴田茂樹、政治学者
- 1945年 - 三枝幸文、経営学者、元静岡産業大学学長
- 1945年 - エリス・レジーナ、歌手（+ 1982年）
- 1946年 - マギー司郎、マジック漫談師
- 1947年 - 四宮正貴、著述家、「四宮政治文化研究所」代表（+ 2021年）
- 1948年 - 津田英三、声優、俳優
- 1948年 - ウィリアム・ギブスン、SF作家
- 1948年 - 小柳由春、元騎手
- 1949年 - 大木勝年、元プロ野球選手
- 1950年 - 美和剛、漫画家
- 1951年 - カート・ラッセル、俳優
- 1951年 - 春日一平、元プロ野球選手
- 1952年 - 渡辺喜美、政治家、衆議院議員
- 1952年 - 村松邦男、ミュージシャン
- 1954年 - 寿ひずる、女優
- 1954年 - 森生文乃、漫画家
- 1955年 - ゲイリー・シニーズ、映画俳優
- 1955年 - 春田純一、俳優
- 1955年 - 伊藤洋三郎、声優
- 1957年 - 三浦基裕、新聞記者、政治家、元佐渡市長・日刊スポーツ新聞社社長
- 1959年 - 遠藤響子、シンガーソングライター
- 1959年 - 一文字弥太郎、フリーパーソナリティ、ローカルタレント（+ 2022年）
- 1959年 - ダニー・エインジ、元バスケットボール選手、元プロ野球選手
- 1961年 - 青柳誠、音楽プロデューサー
- 1962年 - 小松江里子、脚本家
- 1962年 - アハメド・カリール、外交官
- 1963年 - 甲本ヒロト、ミュージシャン（THE BLUE HEARTS、THE HIGH-LOWS、ザ・クロマニヨンズ）
- 1963年 - 平松禎史、アニメーター
- 1964年 - 中原れい、漫画家、メカニックデザイナー
- 1964年 - ロブ・ロウ、俳優
- 1965年 - 広瀬真二、元プロ野球選手
- 1965年 - 夏野剛、実業家
- 1965年 - 中條健一、喜劇俳優
- 1967年 - 中村武志、元プロ野球選手
- 1967年 - 渡辺航、俳優
- 1967年 - ビリー・コーガン、ミュージシャン
- 1968年 - 新田恵利、タレント（元おニャン子クラブ）
- 1970年 - 佐藤太三夫、俳優
- 1970年 - 鈴木国博、空手家
- 1970年 - 前田ちあき、声優
- 1970年 - 島田直也、元プロ野球選手
- 1970年 - フロリン・ラドチョウ、サッカー選手
- 1971年 - 郷田真隆、将棋棋士
- 1971年 - ビル・ミラー、元プロ野球選手
- 1972年 - ミア・ハム、元サッカー選手
- 1972年 - パーシャ・グリシュク、フィギュアスケート選手
- 1972年 - 多井隆晴、プロ雀士
- 1973年 - 菊地晶子、声優
- 1973年 - キャロライン・コアー、ミュージシャン（ザ・コアーズ）
- 1974年 - 秋野こぎく、演歌歌手
- 1974年 - 小澤英明、元サッカー選手
- 1975年 - 石井康雄、野球選手
- 1975年 - ジャスティン・ホーキンス、ミュージシャン（ザ・ダークネス）
- 1975年 - 柳川荒士、ファッションデザイナー
- 1975年 - WARNER、振付師、演出家
- 1976年 - アルバロ・レコバ、サッカー選手
- 1977年 - 都竹悦子、ディスクジョッキー
- 1977年 - 伊崎充則、俳優
- 1977年 - 前田一史、ミュージシャン
- 1977年 - 中村友美、漫画家（naked ape）
- 1978年 - ハタタケル、作家、デザイナー、ラジオパーソナリティー
- 1978年 - 西野りんご、漫画家
- 1979年 - hàl、歌手
- 1979年 - 能町みね子、エッセイスト
- 1979年 - ストーミー・ダニエルズ、ポルノ女優
- 1980年 - 堀田勝、声優
- 1980年 - ツォーマス・プランマン、ミュージシャン、実業家
- 1981年 - 館山昌平、元プロ野球選手
- 1981年 - 髙木俊、声優
- 1981年 - お侍ちゃん、お笑いタレント
- 1981年 - カイル・コーバー、バスケットボール選手
- 1982年 - スティーヴン・ピーナール、サッカー選手
- 1983年 - 藤森慎吾、お笑いタレント（オリエンタルラジオ）、歌手（RADIO FISH）
- 1983年 - 平田了三、俳優、格闘家
- 1983年 - ラウル・メイレレス、サッカー選手
- 1985年 - ディエゴ、ファッションモデル
- 1985年 - トゥーバ・カラデミル、フィギュアスケート選手
- 1986年 - 藤岡佑介、騎手
- 1986年 - 廣瀬騎優、ハンドボール選手
- 1986年 - 高崎寛之、 サッカー選手
- 1986年 - 内村賢介、元プロ野球選手
- 1986年 - エディン・ジェコ、サッカー選手
- 1986年 - クリス・デービス、プロ野球選手
- 1987年 - ブライアン・デッカート、俳優
- 1987年 - 中山恵里奈 、声優
- 1987年 - 畑山綾乃、元アナウンサー
- 1988年 - 長渕文音、女優
- 1988年 - 阿部桃子、女優、モデル、タレント
- 1988年 - フレイザー・フォースター、サッカー選手
- 1988年 - 永作あいり、歌手、元グラビアアイドル
- 1989年 - 香川真司、サッカー選手
- 1989年 - 松井かれん、キャスター
- 1990年 - 玉森裕太、アイドル（Kis-My-Ft2）
- 1990年 - 池田健、元プロ野球選手
- 1990年 - ジーン・セグラ、プロ野球選手
- 1990年 - アンドリュー・キットレッジ、プロ野球選手
- 1990年 - ホージア、シンガーソングライター
- 1991年 - 松井飛雄馬、元プロ野球選手
- 1992年 - ジョン・ボイエガ、俳優
- 1993年 - 江渡万里彩、タレント、アイドル（元アイドリング!!!4号）
- 1993年 - 川村那月、モデル、元レースクイーン
- 1994年 - 冨手麻妙、女優
- 1994年 - ぱんちゃん璃奈、キックボクサー
- 1994年 - 山中秀仁、陸上選手
- 1995年 - 早見あかり、女優
- 1995年 - アナスタシヤ・マルチュシェワ、フィギュアスケート選手
- 1995年 - 笠原祥太郎、プロ野球選手
- 1995年 - 中川絵美里、キャスター、フリーアナウンサー、元チアリーダー
- 1995年 - 山下実優、プロレスラー
- 1995年 - 知念慶、サッカー選手
- 1997年 - ケイティ・レデッキー、競泳選手
- 1997年 - 笠谷俊介、プロ野球選手
- 1997年 - 村上虹郎、俳優
- 1997年 - 木下遥、ファッションモデル
- 1998年 - 渡邉幸愛、元アイドル（元SUPER☆GiRLS）
- 1998年 - 真島なおみ、タレント、グラビアアイドル
- 1998年 - 小野寺暖、プロ野球選手
- 1999年 - 三宅淳詞、レーシングドライバー
- 2001年 - 南なつ、アイドル (CANDY TUNE)
- 2001年 - 三品瑠香、アイドル（わーすた）
- 2002年 - 石田千穂、アイドル（STU48）
- 2002年 - 川島鈴遥、女優
- 2003年 - 中西アルノ、アイドル（乃木坂46）
- 2005年 - 実熊瑠琉、インフルエンサー
- 2005年 - 井坪陽生、プロ野球選手
- 生年不詳 - 品佳直、漫画家、イラストレーター
- 生年不詳 - 穂波ゆきね、漫画家
- 生年不詳 - ミキティー本物、アイドル、振付師（二丁目の魁カミングアウト）

### 人物以外（動物など）
- 1874年 - キンチェム、競走馬（＋1887年）
- 1929年 - ワカタカ、競走馬（＋1945年）
- 1993年 - ファイトガリバー、競走馬（＋2019年）
- 1995年 - エルコンドルパサー、競走馬、種牡馬（+ 2002年）
- 1999年 - サーガノヴェル、競走馬

## 忌日

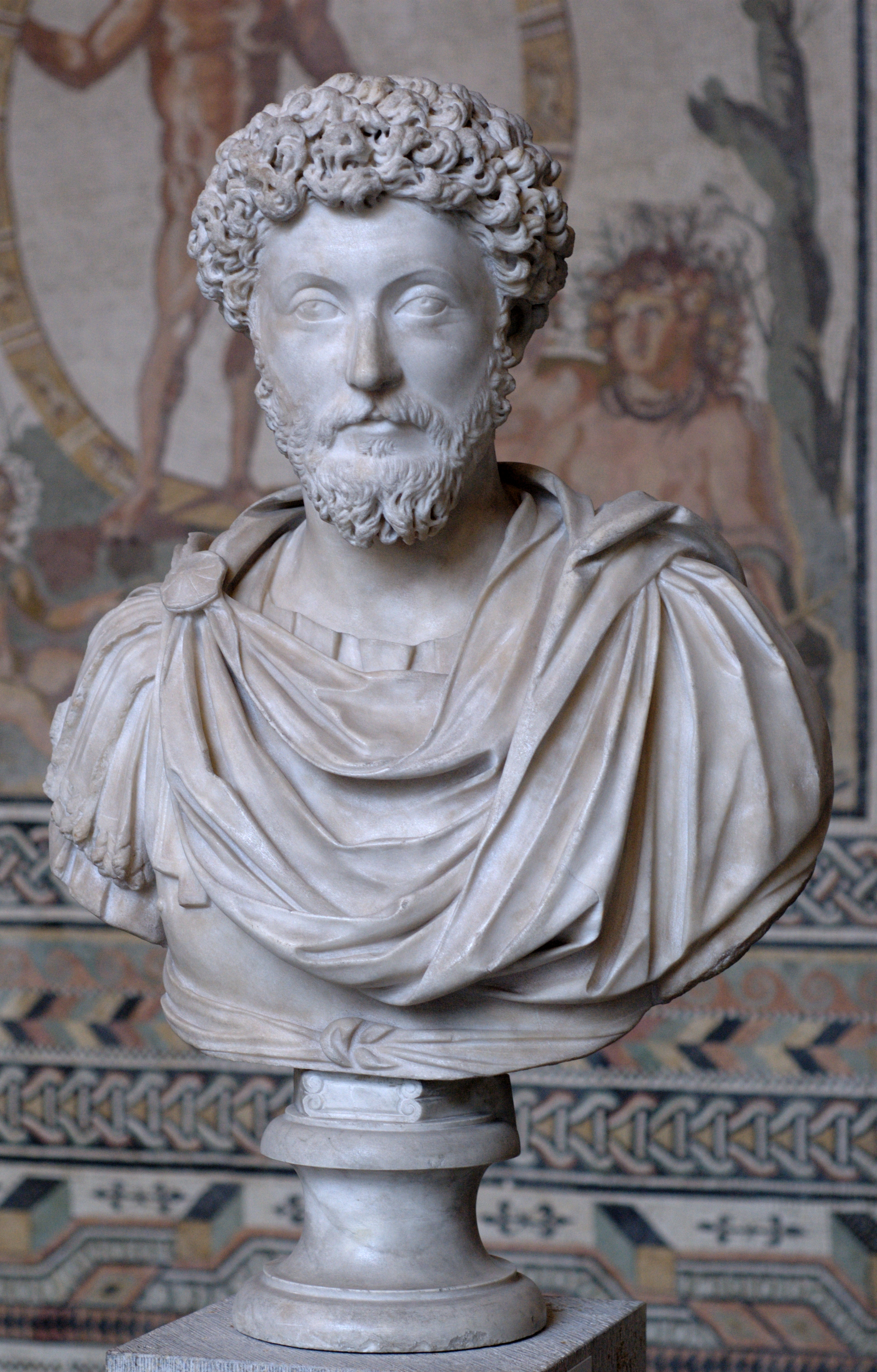
『自省録』を著した哲人皇帝マルクス・アウレリウス・アントニヌス(121-180)没。

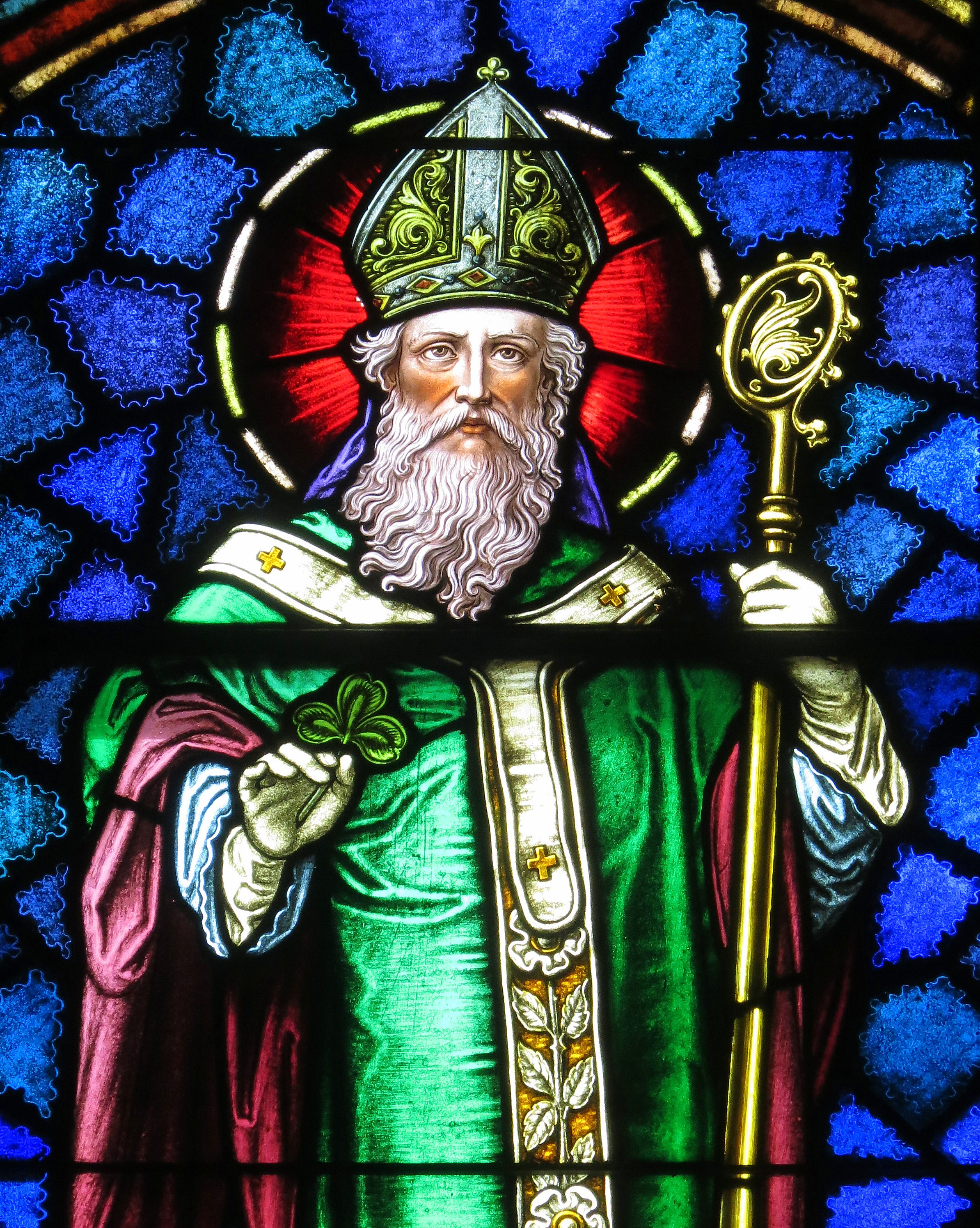
アイルランドの三守護聖人の筆頭格パトリキウス(387?-461)没。画像は米国オハイオ州聖パトリック教会のステンドグラス。

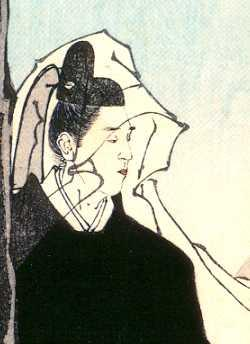
花山天皇(968-1008)崩御。画像は出家する花山天皇を描いた月岡芳年の「都幾の百姿 花山寺の月」。

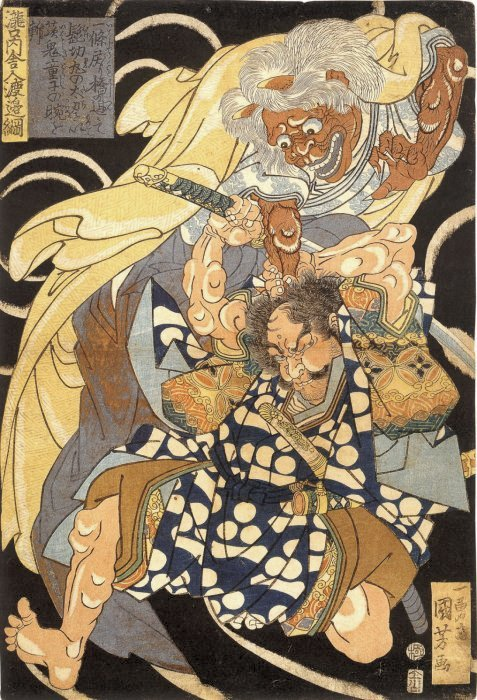
平安時代の武将、渡辺綱(953-1025)没。鬼の腕を切り落としたという。

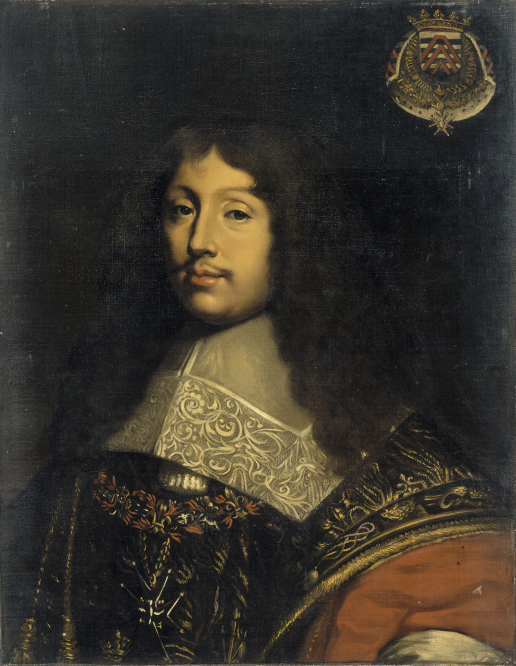
文学者ラ・ロシュフコー(1613-1680)没。『箴言集』の作者。

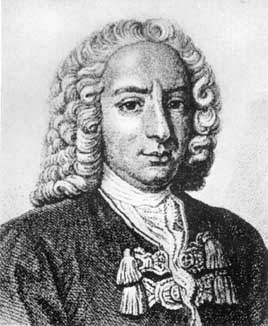
数学者ダニエル・ベルヌーイ(1700-1782)没 。ベルヌーイの定理に名を残す

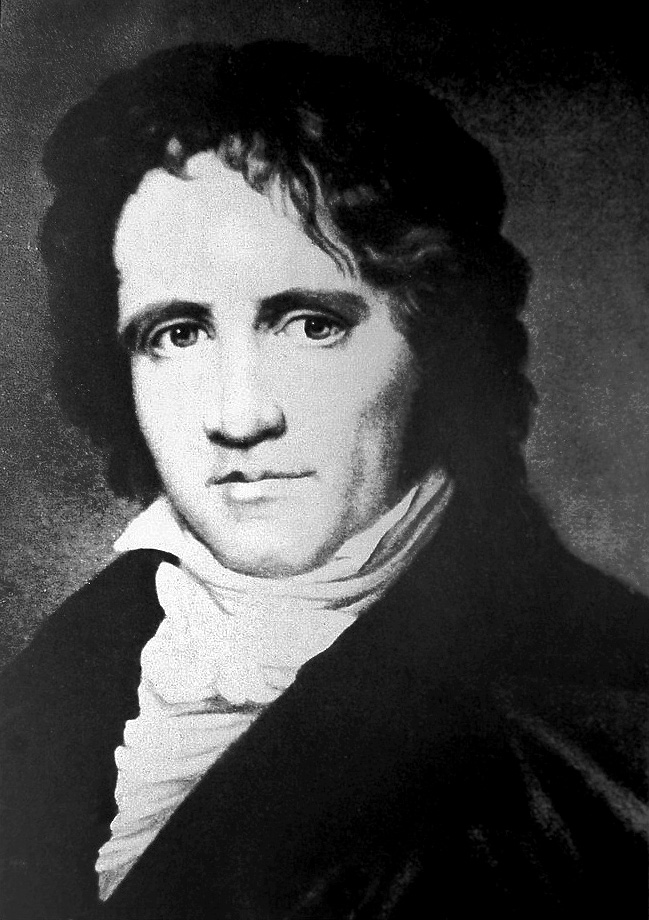
数学者・天文学者、フリードリヒ・ヴィルヘルム・ベッセル(1784-1864)没。年周視差を発見した。

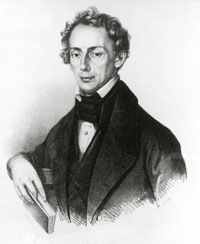
ドップラー効果の関係式を見出した物理学者、クリスチャン・ドップラー(1803-1853)没。

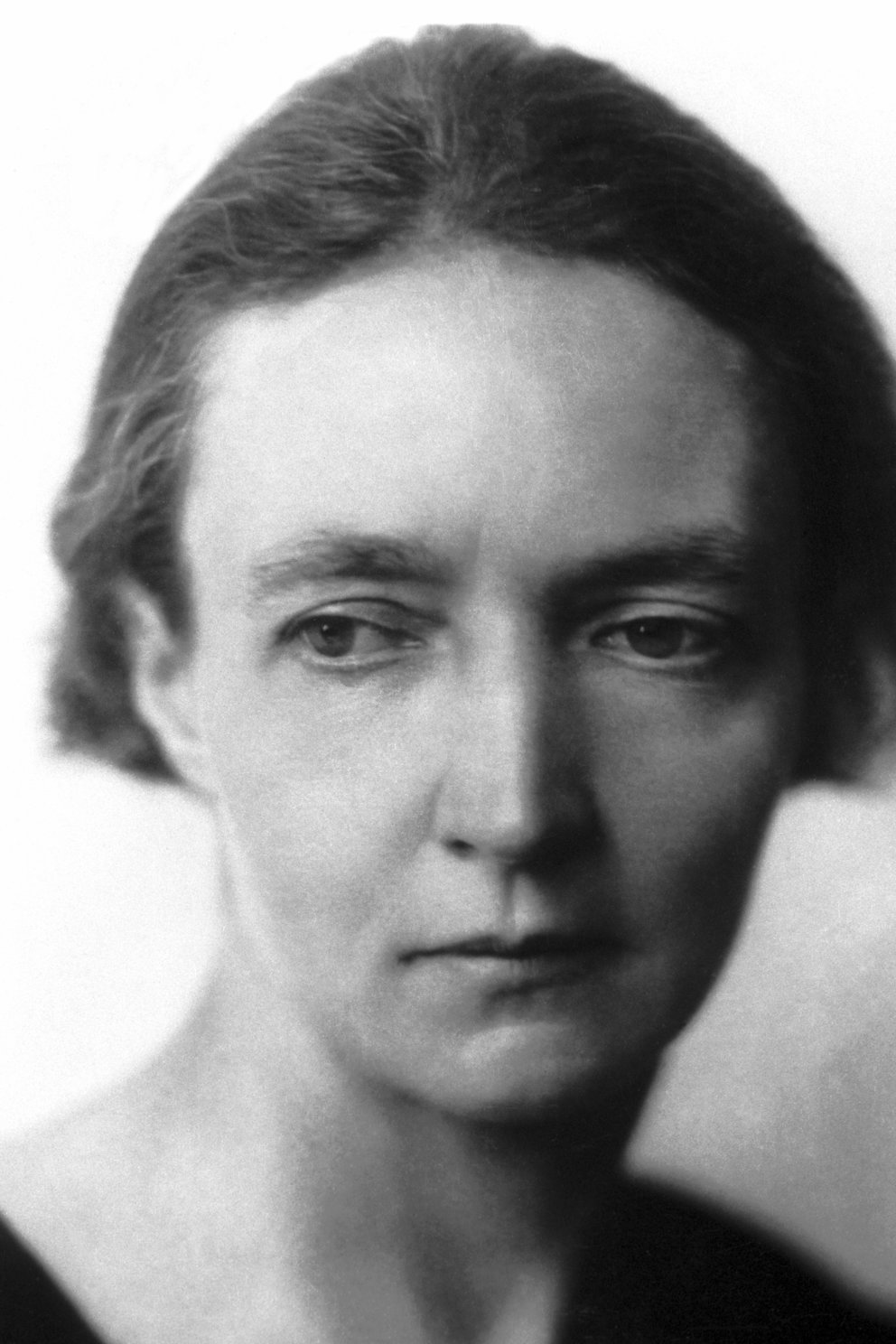
原子物理学者イレーヌ・ジョリオ＝キュリー(1897-1956)、白血病で死去。

- 紀元前45年 - ティトゥス・ラビエヌス、軍人（* 紀元前100年頃）
- 180年 - マルクス・アウレリウス・アントニヌス、第16代ローマ皇帝（* 121年）
- 461年 - パトリキウス、アイルランドの守護聖人（* 387年?）
- 1008年（寛弘5年2月8日） - 花山天皇、第65代天皇（* 968年）
- 1025年（万寿2年2月15日） - 渡辺綱、頼光四天王の筆頭（* 953年）
- 1058年 - ルーラッハ、スコットランド王（* 1032年）
- 1272年（文永9年2月17日） - 後嵯峨天皇、第88代天皇（* 1220年）
- 1425年（応永32年2月27日） - 足利義量、室町幕府5代将軍（* 1407年）
- 1595年（文禄4年2月7日） - 蒲生氏郷、武将（* 1556年）
- 1657年 - ヨハン・シサット、天文学者、数学者（* 1587年頃）
- 1680年 - ラ・ロシュフコー、フランスの貴族、文学者（* 1613年）
- 1709年（宝永6年2月7日） - 鷹司信子、江戸幕府第5代将軍徳川綱吉の正室（* 1651年）
- 1782年 - ダニエル・ベルヌーイ、数学者、物理学者（* 1700年）
- 1827年（文政10年2月20日） - 徳川治済、一橋家第2代当主（* 1751年）
- 1830年 - ローラン・グーヴィオン＝サン＝シール、フランスの元帥（* 1764年）
- 1846年 - フリードリヒ・ヴィルヘルム・ベッセル、天文学者（* 1784年）
- 1847年 - J・J・グランヴィル、風刺画家（* 1803年）
- 1849年 - ヴィレム2世、オランダ王（* 1792年）
- 1853年 - クリスチャン・ドップラー、物理学者（* 1803年）
- 1862年 - ジャック・アレヴィ、作曲家（* 1799年）
- 1875年 - フェルディナント・ラウプ、ヴァイオリニスト、作曲家（* 1832年）
- 1893年 - ジュール・フェリー、元フランス首相（* 1832年）
- 1895年 - 井上毅、政治家、第7代文部大臣、第2代内閣法制局長官（* 1844年）
- 1914年 - 平出修、小説家、歌人、弁護士（* 1878年）
- 1917年 - フランツ・ブレンターノ、思想家（* 1838年）
- 1919年 - 佐藤志津、教育者、私立女子美術学校（現女子美術大学）第2代校長（* 1851年）
- 1921年 - ニコライ・ジューコフスキー、物理学者、TsAGI創設者（* 1847年）
- 1937年 - 赤井直揉、裁判官（* 1856年）
- 1941年 - ワシリー・サペルニコフ、ピアニスト、作曲家（* 1867年）
- 1941年 - ニコラエ・ティトゥレスク、元ルーマニア蔵相（* 1882年）
- 1942年 - 谷豊、日本陸軍の諜報員「ハリマオ」（* 1911年）
- 1945年 - 河石達吾、軍人、競泳選手（* 1911年）
- 1956年 - ヘンリー・フレデリック・ベイカー、数学者（* 1866年）
- 1956年 - イレーヌ・ジョリオ＝キュリー、物理学者（* 1897年）
- 1957年 - ラモン・マグサイサイ、第7代フィリピン大統領（* 1907年）
- 1958年 - 大久保繁雄、実業家、元三菱石油社長、千代田化工建設初代社長（* 1886年）
- 1960年 - 藤原銀次郎、実業家、政治家、富岡製糸場支配人、王子製紙社長、商工大臣、国務大臣、軍需大臣（* 1869年）
- 1970年 - 市河三喜、英語学者（* 1886年）
- 1971年 - ピエロ・コッポラ、指揮者（* 1888年）
- 1972年 - 清水一、建築家（* 1902年）
- 1973年 - 石井鶴三、彫刻家、洋画家（* 1887年）
- 1973年 - 柴沼直[16]、文部官僚、教育者、元東京文理科大学・東京教育大学長、桐朋学園理事長（* 1903年）
- 1974年 - ルイス・I・カーン、建築家（* 1901年）
- 1975年 - 島崎敏樹、精神科医、東京医科歯科大学名誉教授（* 1912年）
- 1976年 - ルキノ・ヴィスコンティ、映画監督（* 1906年）
- 1977年 - ヴォルフガング・フォン・グロナウ、パイロット（* 1893年）
- 1978年 - 河野秋武、俳優（* 1911年）
- 1981年 - 赤尾兜子、俳人、俳句誌『渦』創刊・主宰（* 1925年）
- 1984年 - 伊馬春部、作家、劇作家（* 1908年）
- 1986年 - 井関尚栄、法医学者（* 1911年）
- 1989年 - 三浦辰雄、農林官僚、政治家、元林野庁長官（* 1900年）
- 1990年 - 八十川胖、野球選手、アマチュア野球指導者（* 1909年）
- 1990年 - 安藤美紀夫、児童文学作家（* 1930年）
- 1990年 - キャプシーヌ、女優（* 1931年）
- 1993年 - 辻井弘、元プロ野球選手（* 1917年）
- 1994年 - 青木一三、プロ野球スカウト（* 1926年）
- 1994年 - 安井かずみ、作詞家（* 1939年）
- 1995年 - サニーランド・スリム、ブルース・ピアニスト、歌手（* 1906年）
- 1996年 - ルネ・クレマン、映画監督（* 1913年）
- 1997年 - 園田光慶、漫画家（* 1940年）
- 1999年 - 広瀬健次郎、作曲家、編曲家（* 1929年）
- 1999年 - 稲葉明雄、翻訳家（* 1934年）
- 2000年 - 永井道雄、教育社会学者、第97代文部大臣（* 1923年）
- 2001年 - 新珠三千代、女優（* 1930年）
- 2002年 - ポール・ラニアン、プロゴルファー（* 1908年）
- 2002年 - ルイーゼ・リンザー、作家（* 1911年）
- 2002年 - 後藤陽一、歴史学者、広島大学・広島修道大学名誉教授（* 1913年）
- 2002年 - 寺田治郎、裁判官、元最高裁判所長官（* 1915年）
- 2002年 - ヴァン・ティエン・ズン、軍人、政治家（* 1917年）
- 2002年 - 加藤寛嗣、政治家、元四日市市長（* 1920年）
- 2002年 - 末永勝介、編集者、ノンフィクション作家、大宅壮一文庫専務理事（* 1923年）
- 2004年 - 横地節男、実業家、元島津製作所社長（* 1916年）
- 2004年 - 羽田野忠文、政治家、弁護士（* 1917年）
- 2005年 - ジョージ・ケナン、外交官、プリンストン高等研究所名誉教授（* 1904年）
- 2005年 - アンドレ・ノートン、小説家（* 1912年）
- 2005年 - ガリー・ベルティーニ、指揮者（* 1927年）
- 2006年 - 常見和正、実業家、元宇部興産社長・会長（* 1937年）
- 2007年 - エルンスト・ヘフリガー、テノール歌手（* 1919年）
- 2007年 - 船越英二、俳優（* 1923年）
- 2007年 - ジョン・バッカス、情報工学者（* 1924年）
- 2007年 - 佐藤秀明、元プロ野球選手（* 1960年）
- 2008年 - 小田部謙一、元外交官（* 1910年）
- 2008年 - 渡辺武雄、宝塚歌劇団の演出家・振付師（* 1914年）
- 2008年 - クラウス・ルーテ、カーデザイナー（* 1932年）
- 2009年 - 須知徳平、作家（* 1921年）
- 2009年 - ホワイティ・ロックマン、元プロ野球選手（* 1926年）
- 2010年 - 安藤仁子、日清食品創業者安藤百福の妻（* 1917年)
- 2010年 - 三村勲、元プロ野球選手（* 1924年）
- 2011年 - マイケル・ガフ、俳優（* 1916年）
- 2011年 - 萩野弘巳、ジャーナリスト（* 1933年）
- 2012年 - 安永蕗子、女流歌人（* 1920年）
- 2012年 - ジョン・デミャニュク、ナチス・ドイツの強制収容所看守（* 1920年）
- 2012年 - シェヌーダ3世、聖職者、第117代コプト正教会教皇（* 1923年）
- 2012年 - チャリアオ・ユーウィッタヤー、実業家、清涼飲料水『レッドブル』創業者（* 1923年）
- 2012年 - 木下雄治、企業家、元東急ストア社長（* 1951年）
- 2012年 - 藤岡太郎、俳優、お笑い芸人（* 1964年）
- 2014年 - オズワルド・モリス、撮影監督（* 1915年）
- 2014年 - 横須賀俊六、実業家、元東洋信託銀行（現・三菱UFJ信託銀行）社長（* 1940年）
- 2014年 - ローレン・スコット、ファッションデザイナー（* 1964年）
- 2015年 - 児島章郎、実業家、元ダイセル化学工業社長（* 1933年）
- 2016年 - 粟津正蔵、柔道家（* 1923年）
- 2016年 - 鴻常夫、法学者、弁護士、東京大学名誉教授（* 1924年）
- 2016年 - 時田史郎[17]、実業家、元福音館書店社長（* 1943年）
- 2016年 - 白岡順、写真家（* 1944年）
- 2016年 - 横町慶子、女優（* 1967年）
- 2017年 - 平光淳之助、アナウンサー（* 1923年）
- 2017年 - 石津薫[18]、鉄道実業家、遠州鉄道元社長・会長（* 1925年）
- 2017年 - デレック・ウォルコット、詩人、劇作家、ノーベル文学賞受賞者（* 1930年）
- 2017年 - イナムジョン・ウスマンホジャエフ、政治家、元ウズベキスタン共産党第一書記（* 1930年）
- 2017年 - 白石徹、政治家、自由民主党衆議院議員、元愛媛県議会議員（* 1956年）
- 2017年 - 危口統之、演出家（* 1975年）
- 2018年 - ファン・ヴァン・カイ、政治家、元ベトナム首相（* 1933年）
- 2019年 - 内田裕也、ミュージシャン、俳優（* 1939年）
- 2019年 - ヴォルフガング・マイヤー、クラリネット奏者（* 1954年）
- 2020年 - 松田政男、政治活動家、映画評論家（* 1933年）
- 2020年 - 大串啓二、陸上競技選手、陸上競技指導者、旭化成陸上部元監督（* 1934年）
- 2020年 - 山岸健、社会学者、エッセイスト、慶應義塾大学・大妻女子大学名誉教授（* 1934年）
- 2020年 - 加藤忠、元競輪選手（* 1935年）
- 2020年 - 手島悠介、児童文学作家（* 1935年）
- 2020年 - エドワルド・リモノフ、新聞記者、思想家、政治家、国家ボリシェヴィキ党創設者（* 1943年）
- 2020年 - ベティ・ウィリアムズ、平和活動家、ノーベル平和賞受賞者（* 1943年）
- 2020年 - ロジャー・メイウェザー、元プロボクサー、指導者、元WBA世界スーパーフェザー級・WBC世界スーパーライト級王者（* 1961年）
- 2021年 - 中村平治、インド史学者、東京外国語大学名誉教授（* 1931年）
- 2021年 - 原正人、映画プロデューサー（* 1931年）
- 2021年 - ジョン・マグフリ、政治家、第5代タンザニア大統領（* 1959年）
- 2022年 - 佐藤忠男、映画評論家、日本映画大学元学長・名誉教授（* 1930年）
- 2022年 - クリストファー・アレグザンダー、都市計画家、建築家（* 1936年）
- 2022年 - オクサナ・シュヴェッツ、女優（* 1955年）
- 2022年 - アルテム・ダツィシン、バレエダンサー（* 1979年）
- 2022年 - セルゲイ・スハレフ、軍人（* 1981年）
- 2022年 - 高田寿典、元サッカー選手（* 1981年）
- 2023年 - 蟻田功、医学者（* 1926年）
- 2023年 - ラウル・セルヴェ、アニメーション作家（* 1928年）
- 2023年 - ホルヘ・エドワーズ、小説家、ジャーナリスト、外交官（* 1931年）
- 2023年 - 田主誠、版画家、エッセイスト（* 1942年）
- 2023年 - ドゥブラヴカ・ウグレシィチ、作家（* 1949年）
- 2023年 - ランス・レディック、俳優、ミュージシャン（* 1962年）
- 2023年 - 木谷康祐[19]、プロレスラー（鳥取だらずプロレス）（* 1974年）
- 2024年 - 坂間叶夢、プロボクサー（* 2003年）
- 2025年 - 斎藤十朗、政治家（* 1940年）
- 2025年 - 佐藤秀光、ミュージシャン、ドラマー（クールス）（* 1951年）

## 記念日・年中行事

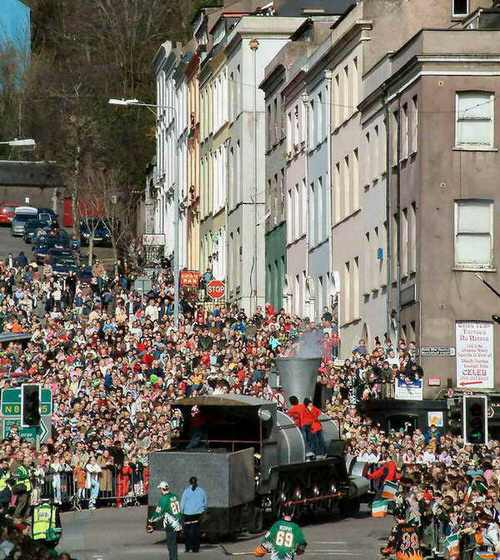
アイルランドの聖パトリックの祝日

- 聖パトリックの祝日（ アイルランド・ アメリカ合衆国ほか）
5世紀にアイルランドへキリスト教を伝えた聖パトリックの命日で、千年以上にわたって祝われている。アイルランド国花であり、聖パトリックがその手に三位一体を説いたというシャムロック（クローバー）を飾り、緑色の服装で祝う。現在では世界中でパレードが行われている[20][21]。
- 彼岸の入り（ 日本 2008年・2009年・2012年・2013年）
春分を中心とする7日間が春の彼岸である。
- 日本の信徒発見の聖母（ 日本のカトリック教会の祝日）
1865年のこの日（元治2年2月20日）、長崎・浦上の隠れキリシタンが大浦天主堂を訪れてプティジャン神父に信仰告白した（信徒発見）。150周年に当たる2015年（平成27年）、日本のカトリック教会における祝日となった。
- 漫画週刊誌の日（ 日本）
1959年（昭和34年）のこの日、日本初の少年向け週刊誌『週刊少年サンデー』『週刊少年マガジン』が創刊した。
- みんなで考えるSDGsの日（ 日本)
共同ピーアールが2020年（令和2年）に制定。みんな(3)でSDGsが掲げる17のゴール(目標)について考えようという提言に由来[22]。
- ミユキ野球教室の日（ 日本）
御幸毛織が2024年（令和6年）に制定。同社の一社提供番組『ミユキ野球教室』が、1957年3月17日に放送を開始したことにちなむ[23]。